# Nagy farontólepke
A nagy farontólepke (Cossus cossus) a valódi lepkék (Glossata) alrendjébe tartozó farontó lepkefélék (Cossidae) családjának a Kárpát-medencében is honos faja.

## Elterjedése, élőhelye
Európában, Nyugat-Ázsiában és Észak-Afrikában él, így a Kárpát-medencében is mindenütt előfordul, de többnyire nem gyakori. Jelentősége ezért korlátozott, de a hernyók nagy mérete miatt már kevesen is képesek komolyabb károkat okozni.

## Megjelenése
Hatalmas termetű lepke: a szárny fesztávolsága 60–95 mm; sötét szürkésbarna alapszínén fekete mintázattal.

## Életmódja
Egy-egy nemzedéke két év alatt fejlődik ki úgy, hogy mindkétszer a lepke termetéhez illően szokatlanul nagyra növő hernyó telel át. A második tél után a hernyók farágcsálékból gubót szőnek járatukban, a kivezető nyílás közelében, és abban alakulnak bábbá. Nem ritka, hogy a kifejlett hernyó elhagyja a fát, és a föld felszínén készíti el gubóját. A lepke nyáron kel ki, és június–júliusban rajzik. A lepkék éjszaka repülnek, méghozzá meglehetősen keveset, de a mesterséges fény vonzza őket. Petéiket mindig a fa kérgének sérüléseibe vagy a fakéreg alá helyezik el.
A hernyó polifág, szinte valamennyi lombos fán megél. Mint erre egyik magyar neve is utal, kedvencei a fűz- és nyárfák, de ezek mellett megtalálható a tölgyfában és a legkülönbözőbb gyümölcsfákban, különösen a mandulában.

## Képgaléria

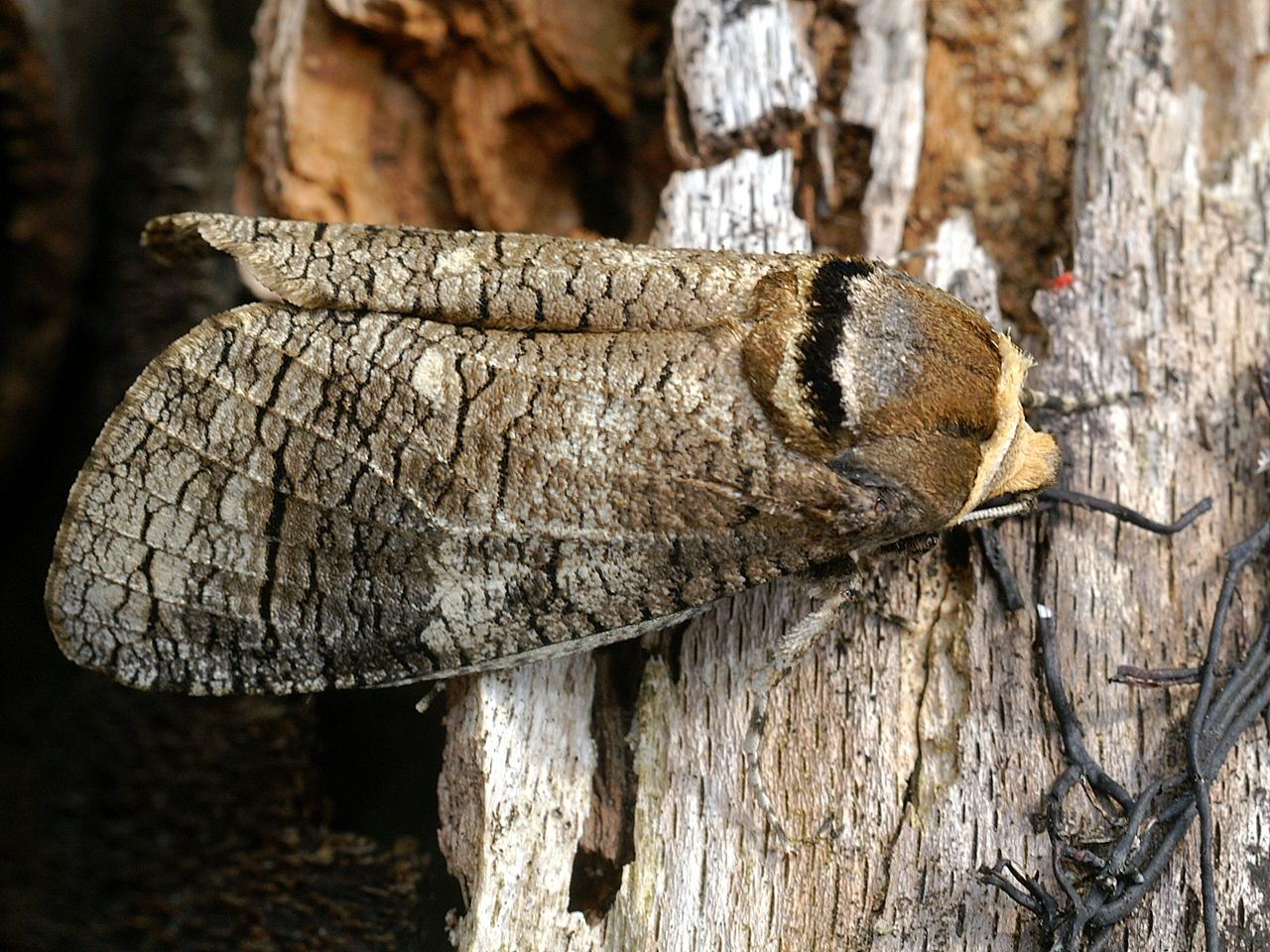
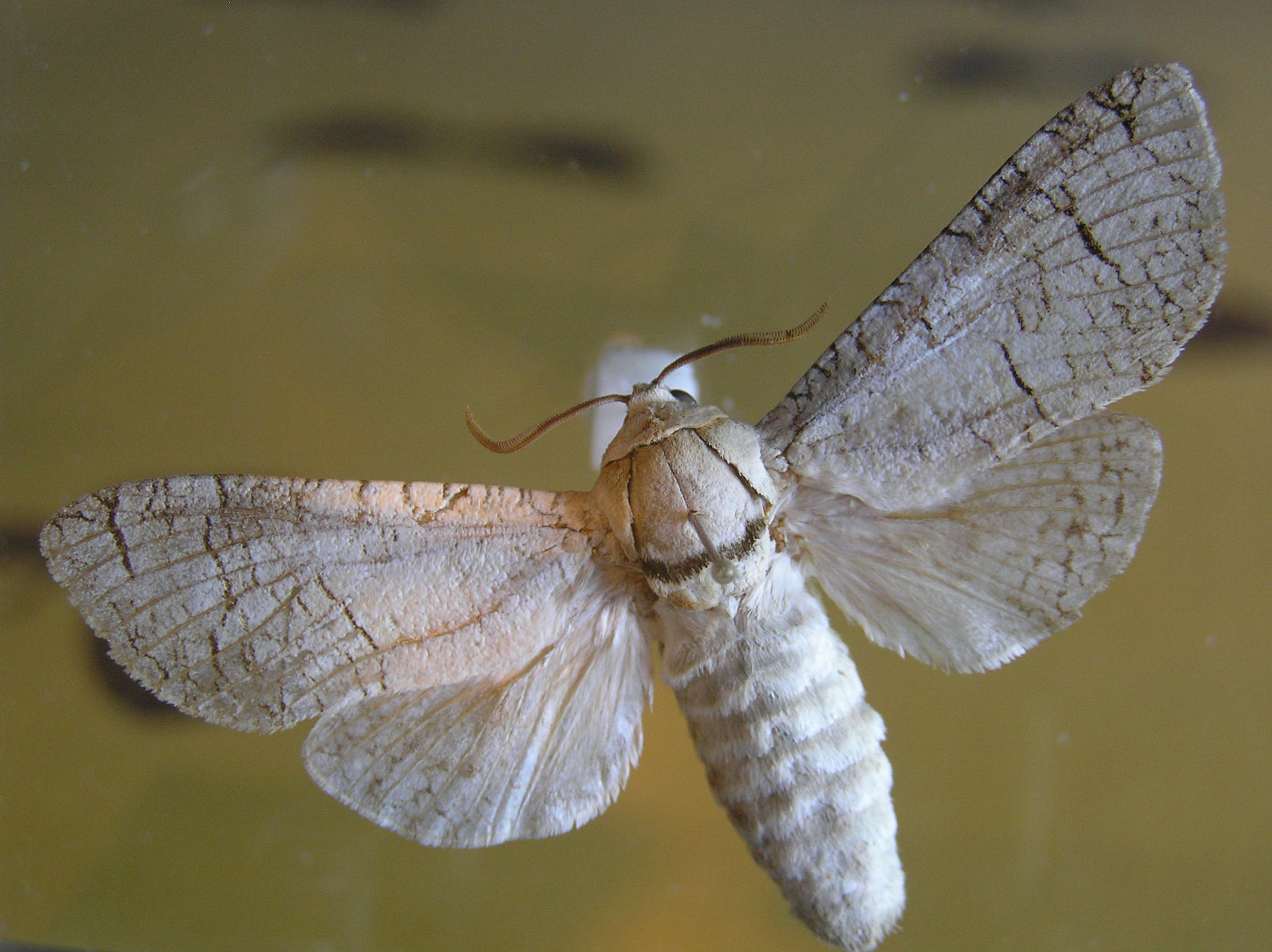
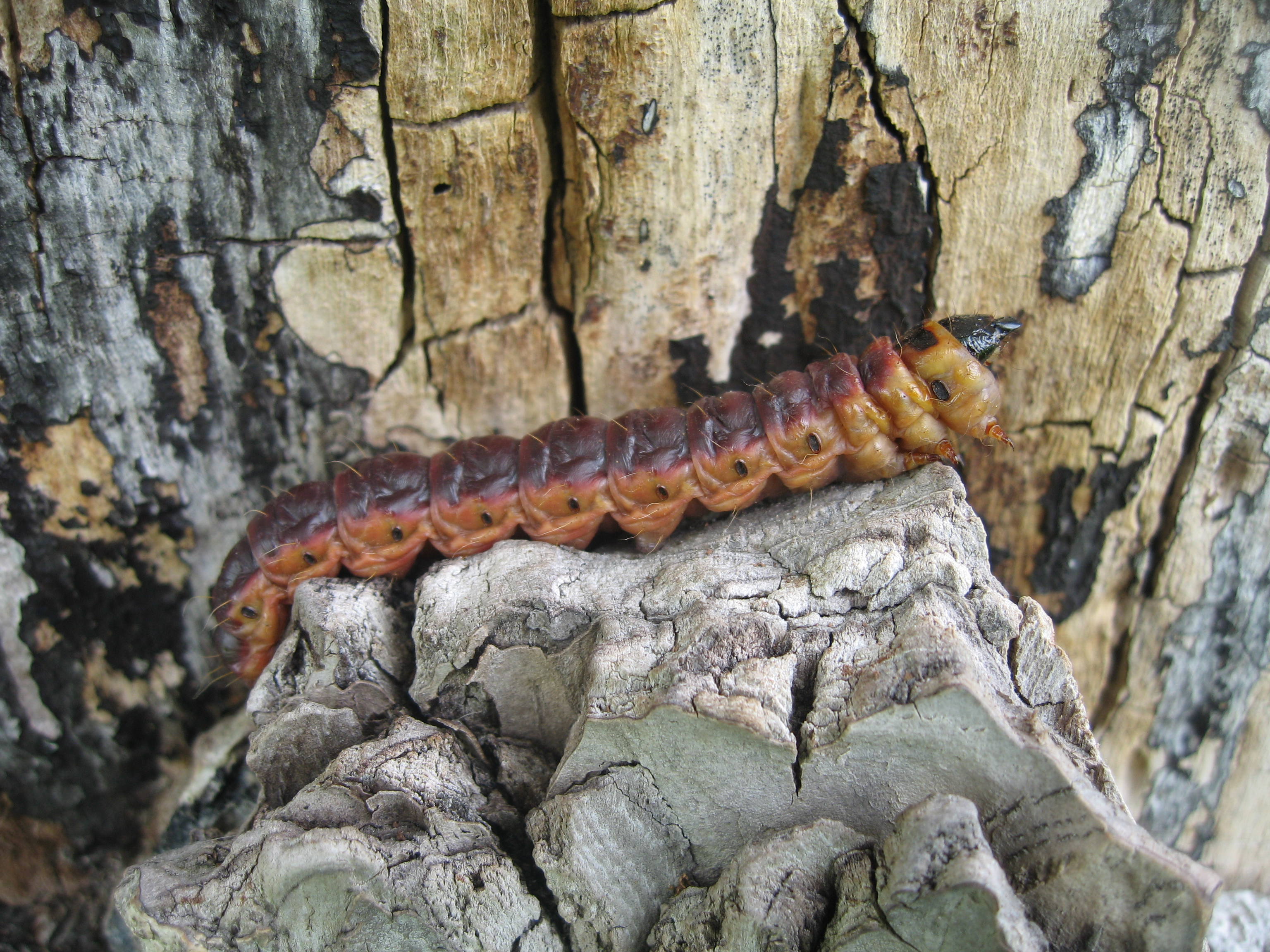
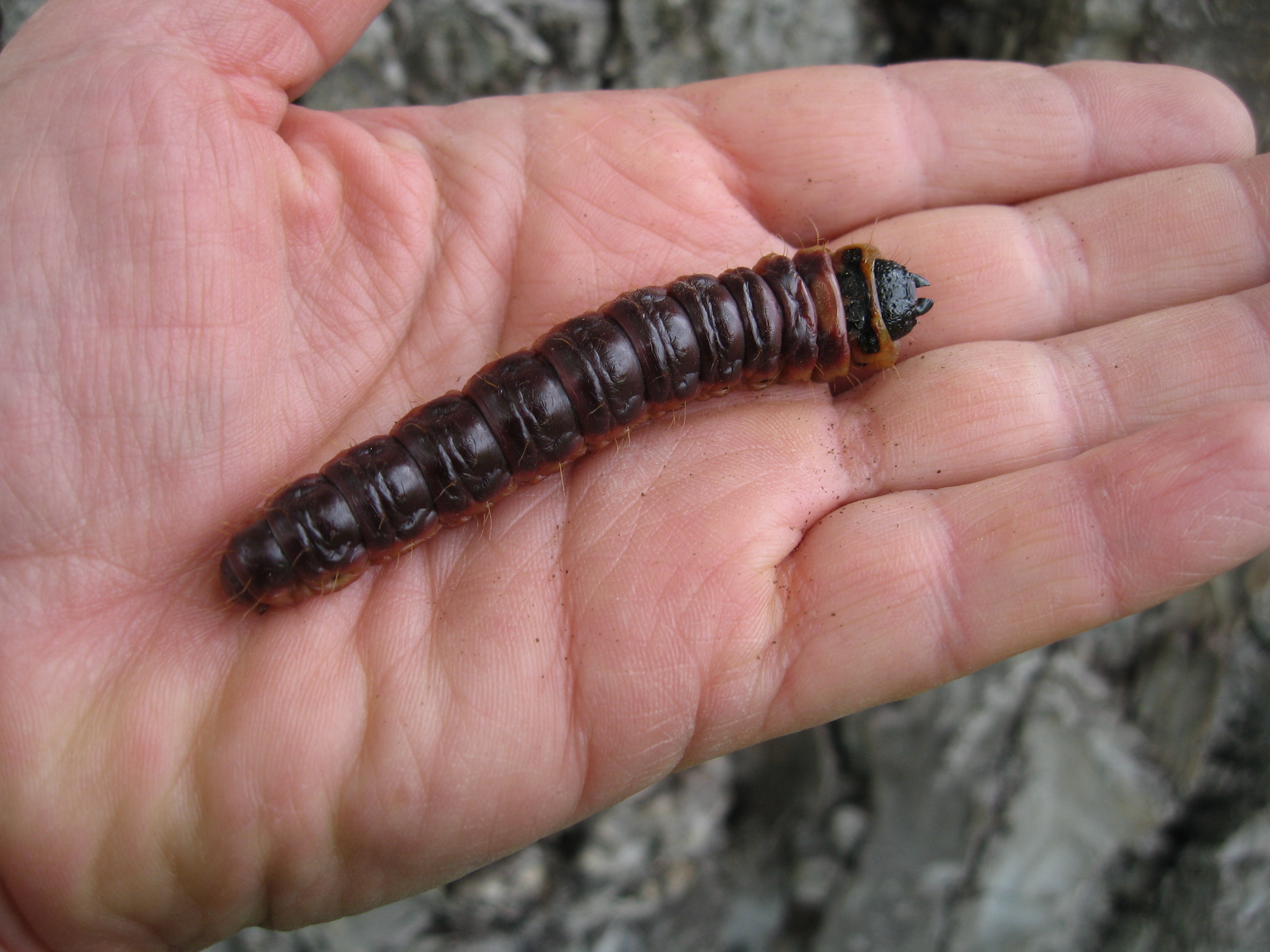
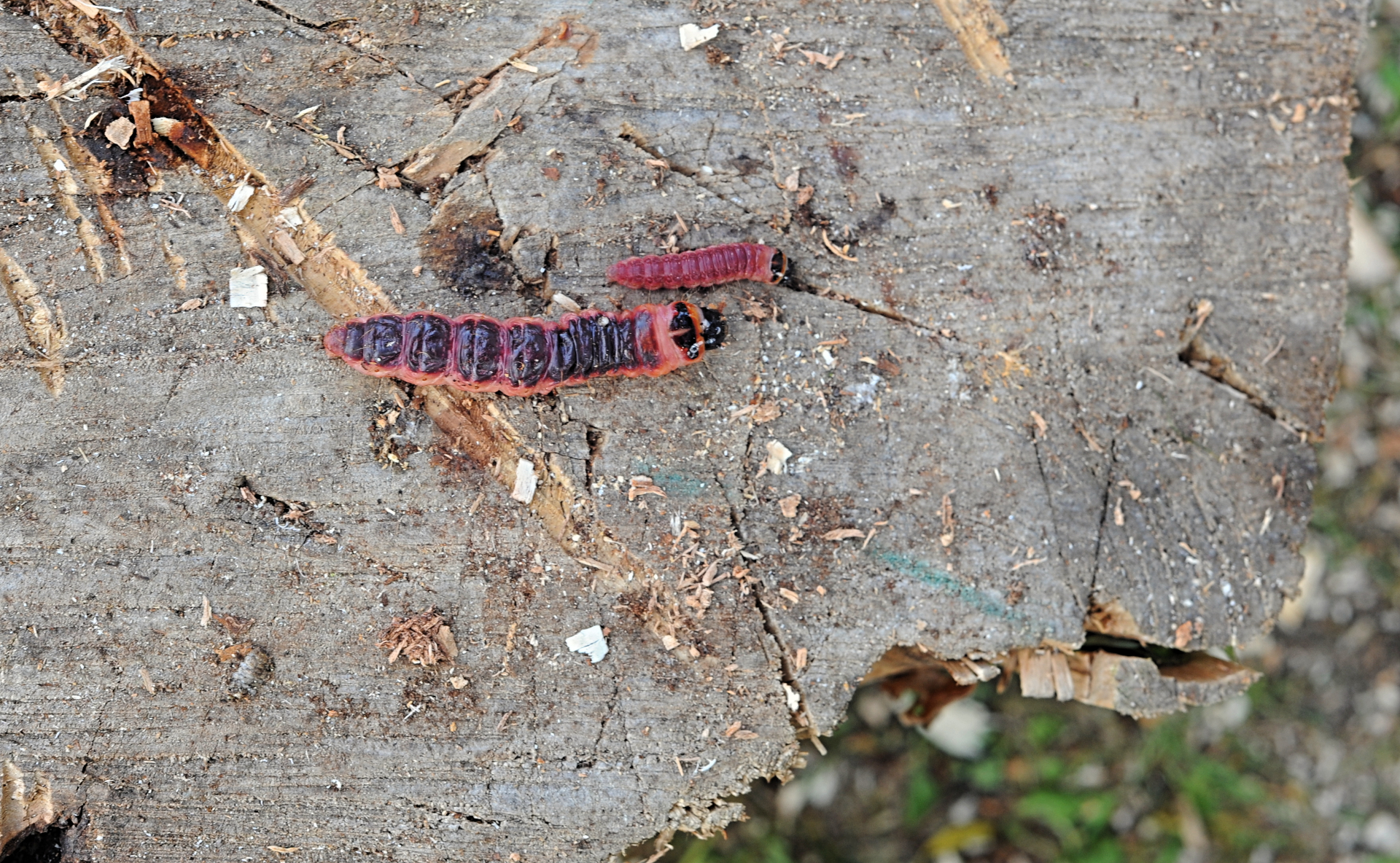
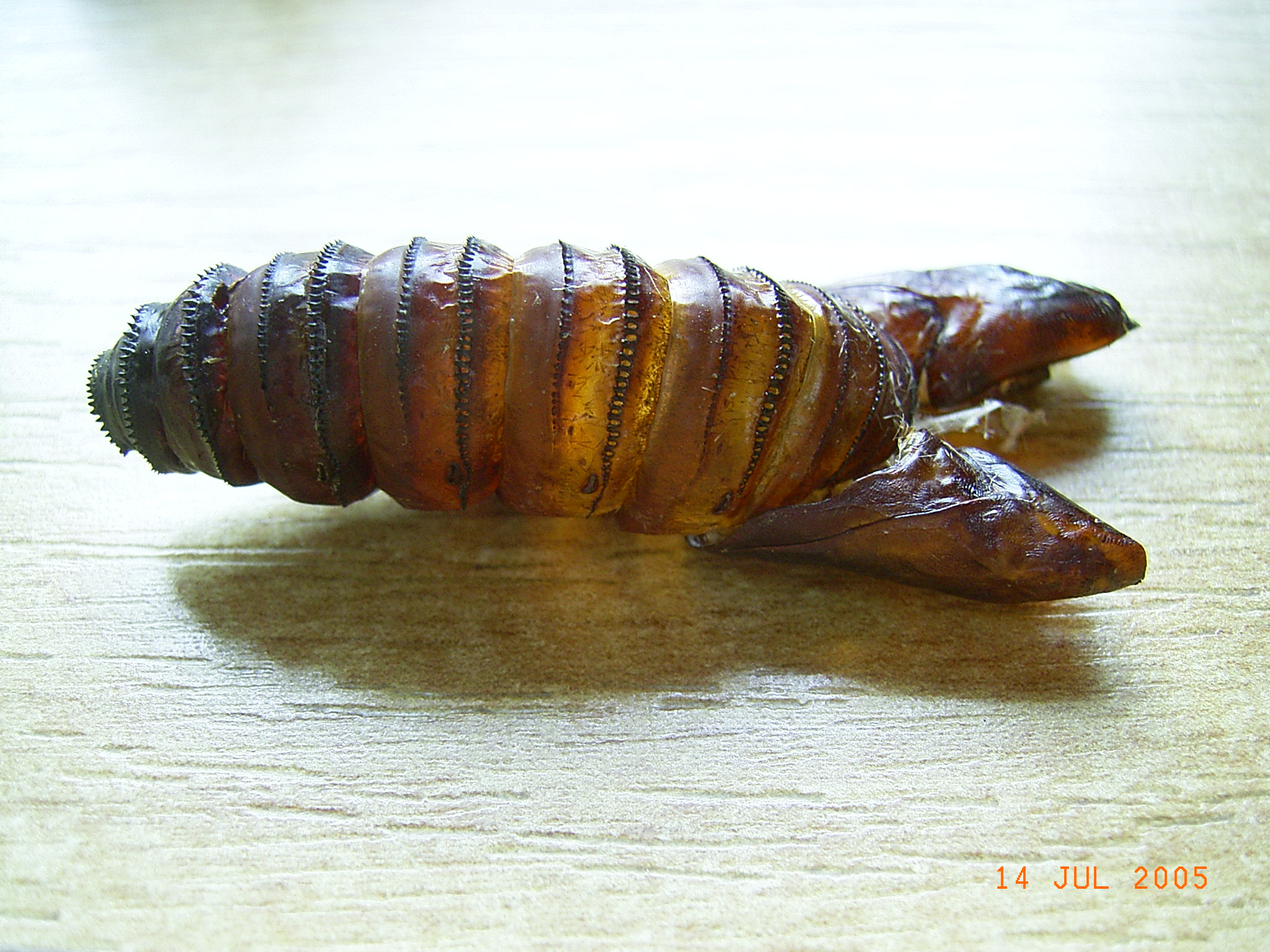
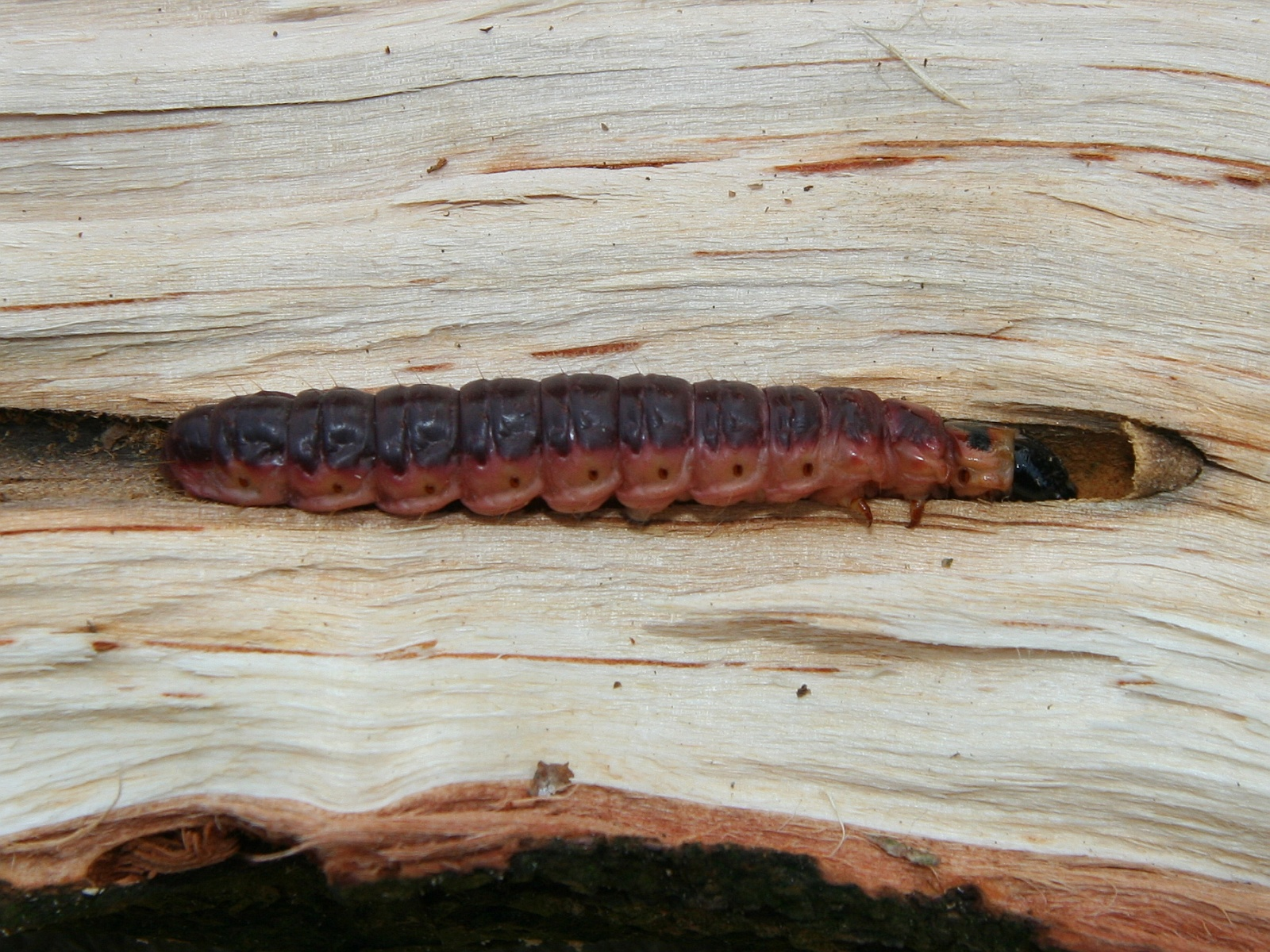
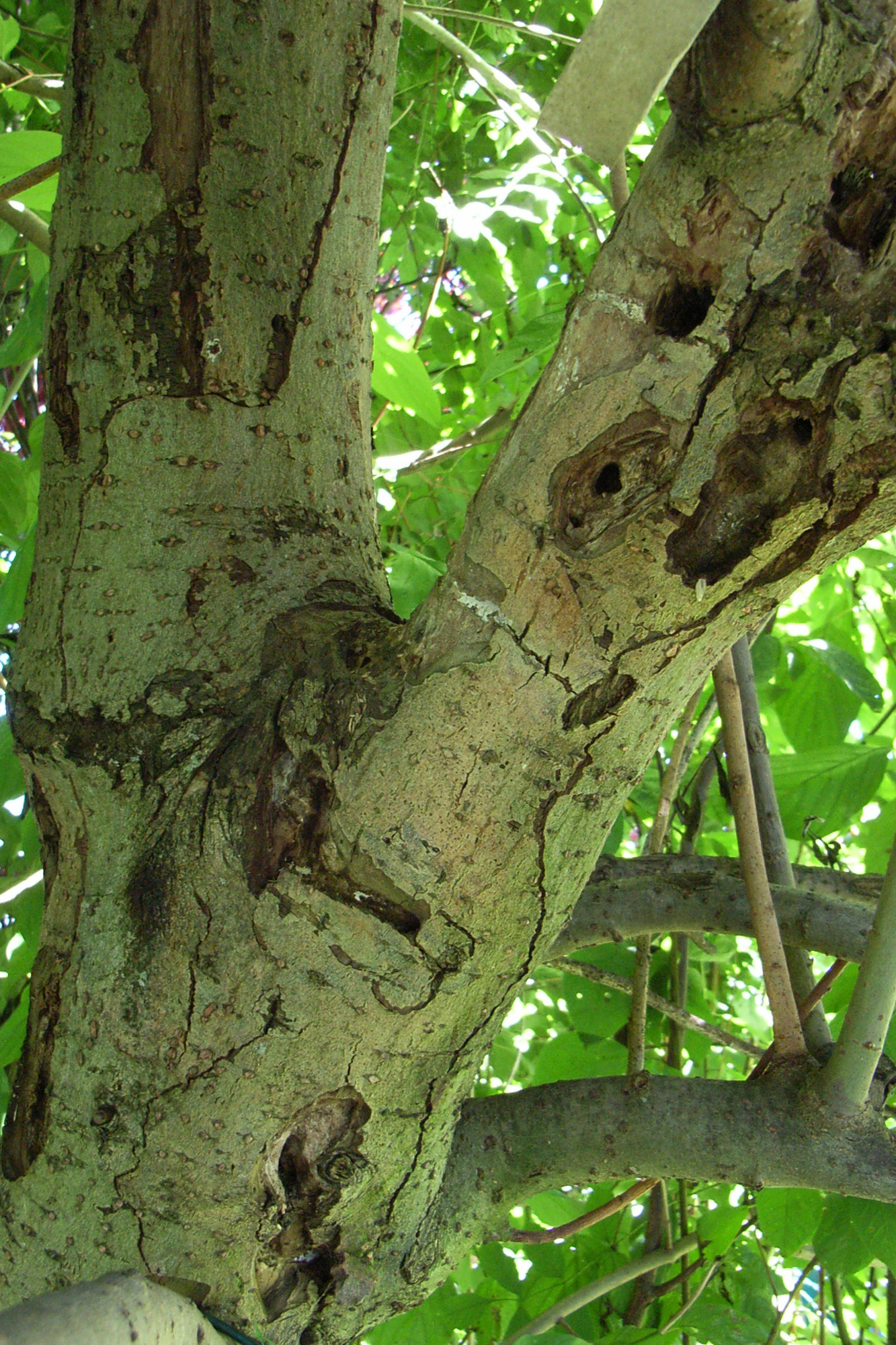